# Hyloniscus refugorium
Hyloniscus refugorium là một loài chân đều trong họ Trichoniscidae. Loài này được Verhoeff miêu tả khoa học năm 1933.